# 英国殖民塔斯马尼亚
英国殖民塔斯马尼亚是指1803年至1830年之间英國對塔斯马尼亚的武力征服。塔斯马尼亚岛上的第一批英国殖民地大约於1803年出现。1856年到1901年期間塔斯马尼亚成為了英国的殖民地，当时它与其他五个殖民地一起组成了澳大利亚联邦。